# Leningradskaja
Leningradskaja (russisch Ленингра́дская) ist eine Staniza in der südrussischen Region Krasnodar mit 36.940 Einwohnern (Stand 14. Oktober 2010).

## Geographie
Die Staniza liegt im Norden des Kuban-Gebietes, knapp 150 km nördlich der Regionshauptstadt Krasnodar am linken Ufer der Sossyka, eines Nebenflusses der Jeja. Leningradskaja ist die zweitgrößte Staniza (Kosakensiedlung) der Region nach Kanewskaja und damit drittgrößte in Russland.
Die Staniza Leningradskaja ist Verwaltungszentrum des gleichnamigen Rajons Leningradskaja (Leningradski).

## Geschichte
Die Geschichte der Staniza begann 1794, als die ersten 40 Kosakensiedlungen im Kubangebiet gegründet wurden. Die sich hier ansiedelnden Saporoger Kosaken nannten den Ort nach der Stadt Uman in der heutigen Ukraine als Umanskoje oder Umanski kuren. 1842 wurde er, nun als Staniza Umanskaja, Verwaltungszentrum des Okrugs Jeisk der Oblast Kuban und behielt diese administrative Funktion bis 1869.
1911 wurde die private Jeisker Eisenbahn von der Station Sossyka (bei der Staniza Pawlowskaja) der Hauptstrecke der Nordkaukasus-Eisenbahn Rostow–Wladikawkas in die Stadt Jeisk an der Küste des Asowschen Meeres durch Umanskaja geführt.
In der sowjetischen Periode gehörte Umanskaja während der Kollektivierung der Landwirtschaft und der Hungersnot 1932/33 zu den 13 Stanizen des Kubangebietes, die wegen angeblichem Zurückhaltens von Getreide auf einer sogenannten „Schwarzen Schandtafel“ verzeichnet wurden. In Folge wurde ein großer Teil der überlebenden Bewohner der Staniza (1200 Familien) in die nördlichen Landesteile oder nach Kasachstan deportiert. An ihrer Stelle wurden Familien von Angehörigen der Roten Armee aus den Weißrussischen und Leningrader Militärbezirken angesiedelt, und die Staniza am 20. Juni 1934 in Leningradskaja („Leningrader Staniza“) umbenannt. Im Gegensatz etwa zur Staniza Poltawskaja, die 1933 den Namen Krasnoarmeiskaja („Rote-Armee-Staniza“) erhielt, aber deren historische Bezeichnung in den 1990er Jahren wiederhergestellt wurde, trägt Leningradskaja den „sowjetischen“ Namen bis heute.
Im Zweiten Weltkrieg war Leningradskaja vom Sommer 1942 bis Februar 1943 von der deutschen Wehrmacht besetzt.

### Bevölkerungsentwicklung
| Jahr | Einwohner |
| ---- | --------- |
| 1897 | 11.137    |
| 1913 | 23.800    |
| 1939 | 14.515    |
| 1959 | 17.824    |
| 1970 | 26.750    |
| 1979 | 30.707    |
| 1989 | 34.554    |
| 2002 | 38.218    |
| 2010 | 36.940    |

Anmerkung: außer 1913 Volkszählungsdaten

## Wirtschaft und Infrastruktur
Die Staniza ist Zentrum eines wichtigen Landwirtschaftsgebietes mit überwiegendem Anbau von Getreide (Weizen, Mais, Gerste) und technischen Kulturen (Sonnenblumen, Soja, Zuckerrüben), aber auch Viehhaltung (Rinder, Schweine, Geflügel). Es gibt mehrere Betriebe zur Verarbeitung landwirtschaftlicher Produkte (Zuckerfabrik, Molkerei), daneben ein Werk für Keramikerzeugnisse.
In Leningradskaja kreuzen sich zwei Straßen, welche die östlich verlaufende Fernstraße M4 Moskau–Rostow–Noworossijsk mit der westlich verlaufenden Regionalstraße R268 Bataisk–Krasnodar verbinden: Kisljakowskaja–Staroderewjankowskaja/Kanewskaja und Pawlowskaja–Starominskaja.
Die durch Leningradskaja (Stationsname Umanskaja) führende Eisenbahnstrecke von Pawlowskaja (Station Sossyka-Rostowskaja) nach Jeisk ist auf dem Abschnitt bis Starominskaja seit den 1990er Jahren außer Betrieb.